# Santa Catalina de Somoza
Pour les articles homonymes, voir Somoza (homonymie).
Santa Catalina de Somoza est une localité de la commune espagnole (municipio) d'Astorga, dans la comarque de La Maragatería, province de León, communauté autonome de Castille-et-León, au nord-ouest de l'Espagne.
Cette localité est une halte sur le Camino francés du Pèlerinage de Saint-Jacques-de-Compostelle.

## Géographie

### Localités voisines
| Nord-ouest Argañoso (es) et Viforcos (municipio de Santa Colomba de Somoza)                   | Nord Brazuelo (chef-lieu)                                                                                          | Nord-est Castrillo de los Polvazares (municipio d'Astorga)                                                         |
| Ouest El Ganso (municipio de Brazuelo) et Pedredo (municipio de Santa Colomba de Somoza)      | | Est Murias de Rechivaldo (municipio d'Astorga)                                                                     |
| Sud-ouest Murias de Pedredo et San Martín del Agostedo (municipio de Santa Colomba de Somoza) | Sud Val de San Román (municipio de Val de San Lorenzo) et Valdespino de Somoza (es) (municipio de Santiago Millas) | Sud-est Val de San Lorenzo (chef-lieu) Morales del Arcediano, Oteruelo et Piedralba (municipio de Santiago Millas) |

## Culture et patrimoine

### Pèlerinage de Compostelle
Par le Camino francés du Pèlerinage de Saint-Jacques-de-Compostelle, le chemin vient de la localité de Murias de Rechivaldo dans le même municipio d'Astorga.
La prochaine halte est la localité d'El Ganso, dans le municipio de Brazuelo, vers le nord-nord-ouest.

## Sources et références
- (es) Cet article est partiellement ou en totalité issu de l’article de Wikipédia en espagnol intitulé « Santa Catalina de Somoza » (voir la liste des auteurs).
- (fr) Grégoire, J.-Y. & Laborde-Balen, L. , « Le Chemin de Saint-Jacques en Espagne - De Saint-Jean-Pied-de-Port à Compostelle - Guide pratique du pèlerin », Rando Éditions, mars 2006,  (ISBN 2-84182-224-9)
- (fr)« Camino de Santiago St-Jean-Pied-de-Port - Santiago de Compostela », Michelin et Cie, Manufacture Française des Pneumatiques Michelin, Paris, 2009,  (ISBN 978-2-06-714805-5)
- (fr)« Le Chemin de Saint-Jacques Carte Routière », Junta de Castilla y León, Editorial